# Mörlenbach
Mörlenbach è un comune tedesco di 10 166 abitanti,, situato nel Land dell'Assia.